# Spycherweg Heiligenschwendi

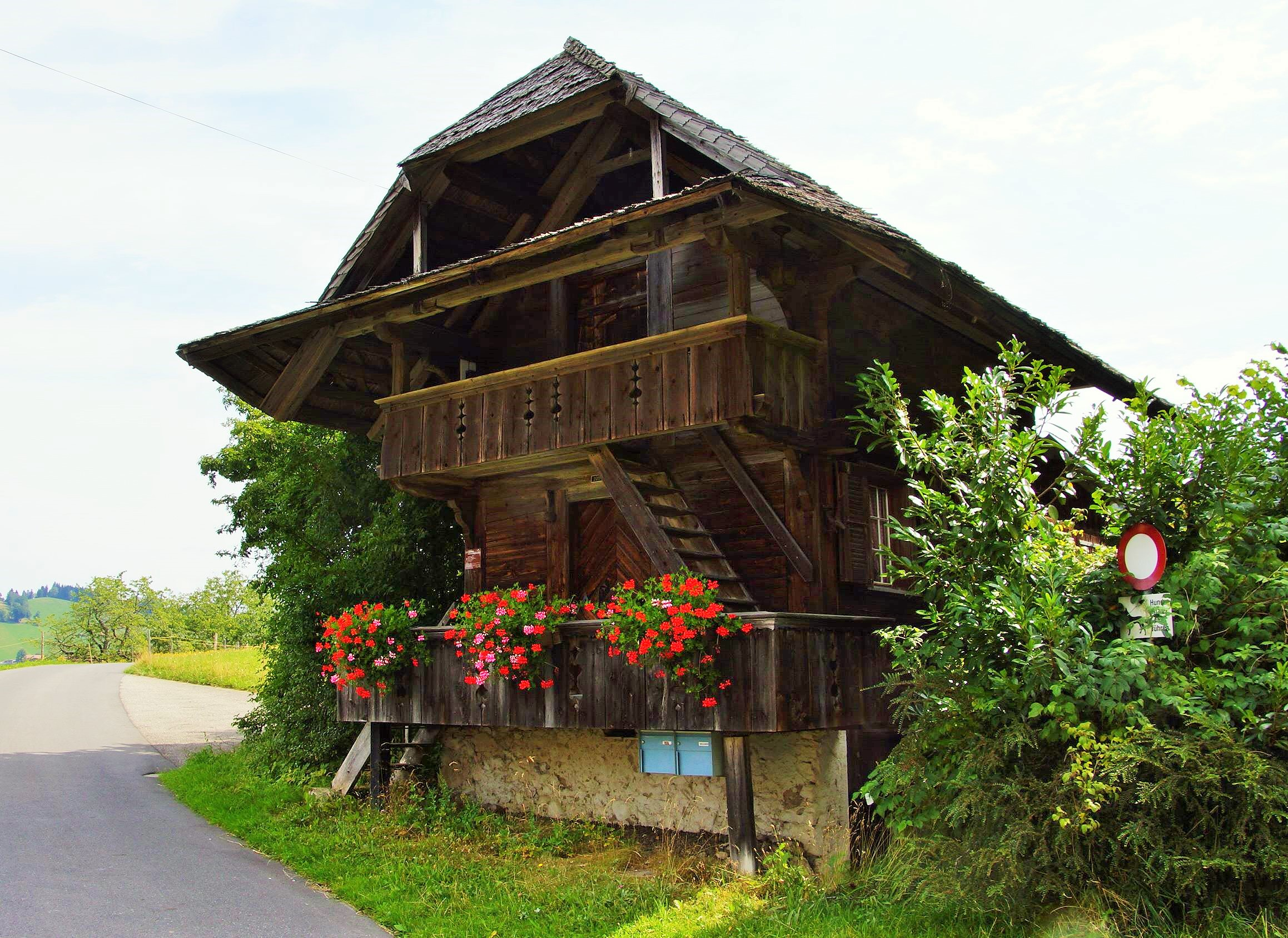
Speicher von 1877, Buchen 205

Der Spycherweg Heiligenschwendi ist ein Kulturwanderweg des Berner Heimatschutzes, einer Kantonalsektion des Schweizer Heimatschutzes und des Heiligenschwendi Tourismus, in der Gemeinde Heiligenschwendi. Der Spycherweg soll die meist abseits der Hauptverkehrswege gelegenen Zeugen der Baukultur, die den Charakter der Siedlungslandschaft prägen, einer breiteren Bevölkerung zugänglich machen.

## Geschichte
In den 1980er Jahren beschloss der Berner Heimatschutzes spezielle Wanderwege einzurichten. Damit wollte man die schönsten Beispiele einheimischer Baukultur der Öffentlichkeit zugänglich zu machen, um das Verständnis für deren Erhaltung zu fördern.

### Speicher
Die Speicher in Heiligenschwendi wurden bis ins 19. Jahrhundert als Lagerraum für gedroschenes Korn benützt. Sie geben einen Hinweis, dass früher auch in dieser Höhenlage Getreide angebaut wurde. Speicher und Ofenhaus gehören zu den ältesten Nebengebäuden der Bauernhäuser. Der Eisenbahnbau um 1850 ermöglichte die rasche Verschiebung von Getreide und damit verloren die Speicher ihre Bedeutung für Notzeiten.
Der Holzspeicher bestand schon früher aus anderthalb oder zweieinhalb Holzgeschossen, die zum Schutz vor Feuchtigkeit und Ungeziefer auf einem Schwellenkranz und Stützen stehen. Die dicht gefügten Wände schützen das Lagergut und schmale Schlitze oder Lucken gewähren die Durchlüftung. Massive Nagelbeschläge, Bänder und Türschlösser (seit 1700 metallene Kastenschlösser) sicherten das wertvolle Lagergut.
Im Untergeschoss der Speicher sind an den Wänden sechs bis neun Kornkisten eingebaut. Über ihre stabile Brüstung wurde das Korn geschüttet. Daneben wurden Lebensmittelvorräte wie gedörrtes Obst und Gemüse gelagert. Wegen der Feuergefahr bei Bauernhäusern wurden lebenswichtige Dinge im entfernten Speicher (Kleider, Tuch, Hof- und Familiendokumente, Bargeld) aufbewahrt.

### Ofenhaus

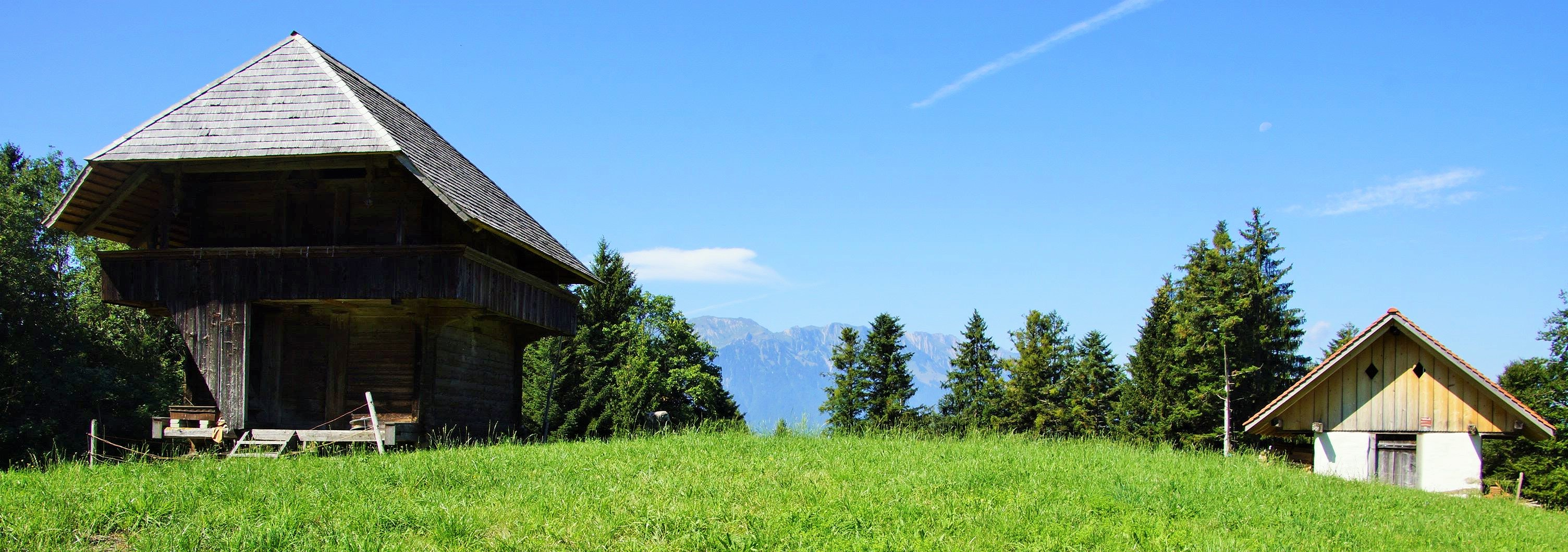
Speicher 1758 und Ofenhaus 19. Jhr., Hundschüpfe 92 und 93

Das Ofenhaus diente um 1900 zur Selbstversorgung mit Brot. Wegen der Brandgefahr wurde es freistehend vom Bauernhaus gebaut. Es hat ein gemauertes Erdgeschoss mit dem Ofen und einen davor liegenden Backraum. In den offenen Räumen gab es unter dem Dach Stangen und Bretter für das Dörrgut. Im Giebelfeld wird der Rauchaustritt  ermöglicht.
Normalerweise wurde alle 14 Tage gebacken um den Brotbedarf von einem Pfund Brot pro Kopf und Tag zu decken. Zwei- bis dreimal im Jahr wurde im Ofenhaus gewaschen, dabei diente die Holzasche (Buchenholz) als Waschmittel. Vor dem Einschiessloch des Backofens gab es zu ebener Erde einen eingemauerten Siedkessel  (Buch-Kessi), welcher von einer Vertiefung aus eingefeuert wurde.

## Speicherweg
Der Speicherweg beginnt und endet bei der Bushaltestelle «Heiligenschwendi, Alpenblick» in Schwendi ⊙. Er führt als Wanderweg durch das weitläufige Gemeindegebiet von Heiligenschwendi. An den Speichern sind Info-Tafeln angebracht und vom Heiligenschwendi Tourismus ist ein Führer erhältlich.
Der Speicherweg führt den folgenden Orts- und Flurbezeichnungen entlang:

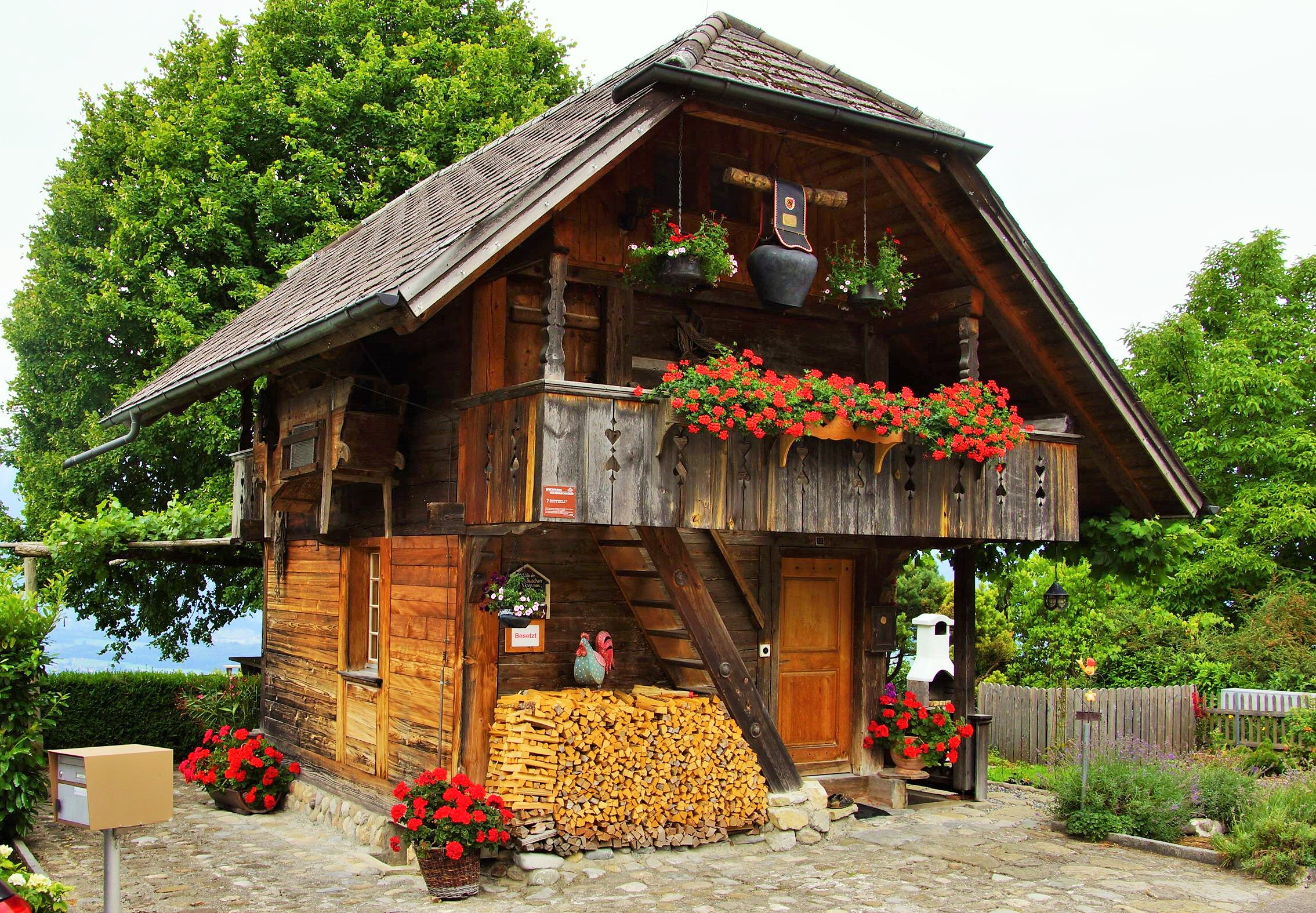
Speicher 19. Jhr., Obere Haltenstrasse 12

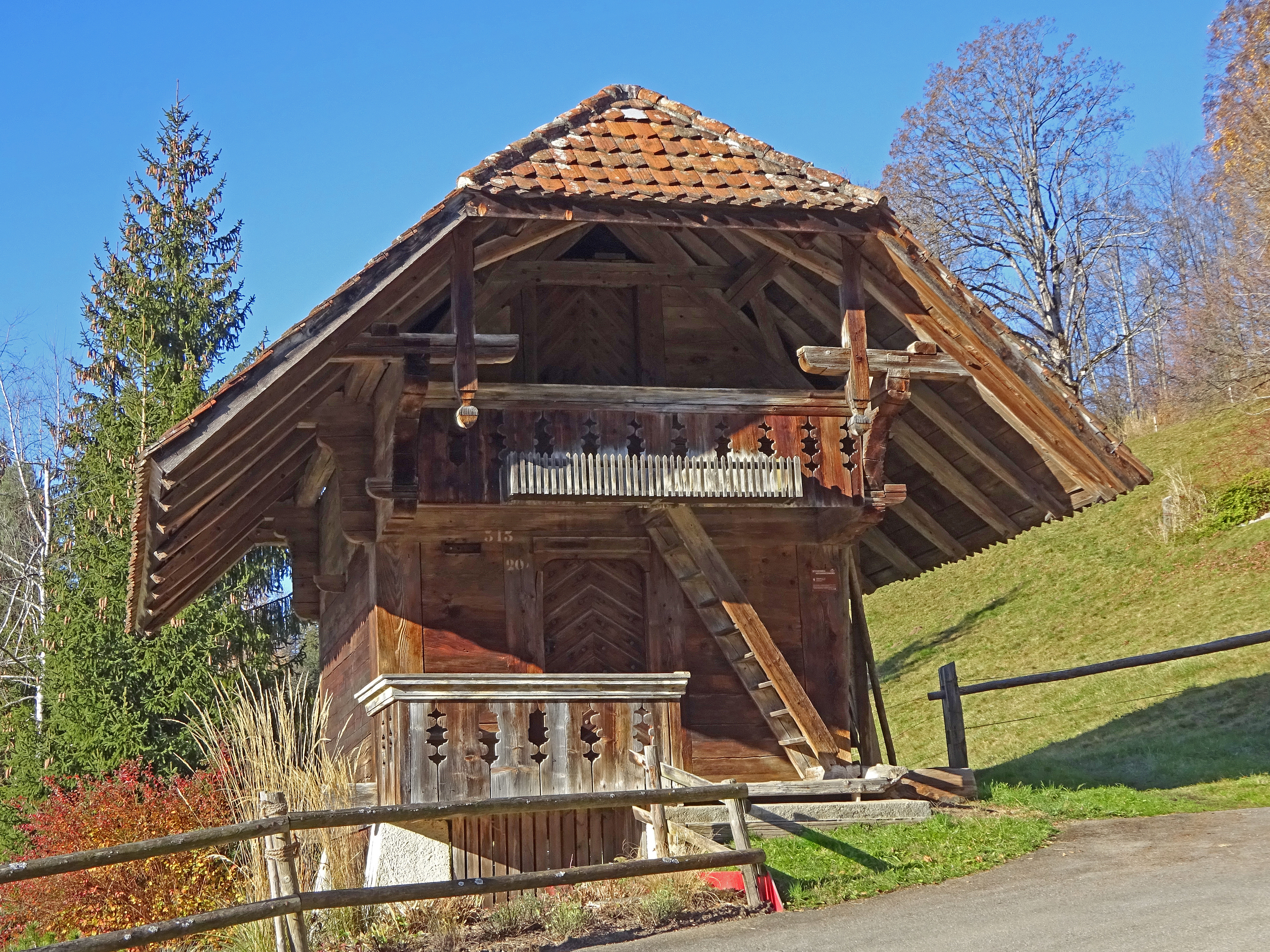
Speicher von 1788, Schwendi 313

### Äbnit
- Bauernhaus 19. Jhr., Äbnit 183 ⊙
- Ofenhaus 19. Jhr.,  Äbnit 184 ⊙

### Moos
- Ofenhaus 19. Jhr.,  Moos 188 ⊙
- Bauernhaus von 1783, Moos 189 ⊙
- Speicher von 1770, Moos 190 ⊙

### Buchen
- Speicher von 1877, Buchen 205 ⊙

### Dörfli
- Bauernhaus um 1800, Dörfli 155 ⊙
- Speicher von 1683,  Dörfli 156 ⊙
- Hächuhüsi 2. Hälfte 17. Jhr., Dörfli 161 ⊙

### Hundschüpfe
- Speicher von 1758, Hundschüpfe 92 ⊙
- Ofenhaus 19. Jhr., Hundschüpfe 93 ⊙

### Eichholz
- Bauernhaus 17. Jhr., Eichholz 112 ⊙
- Speicher 19. Jhr., Eichholz 113 ⊙

### Obere Haltenstrasse
- Speicher 19. Jhr.,  Obere Haltenstrasse 12 ⊙

### Halte
- Bauernhaus um 1800, Halte 238 ⊙
- Speicher um 1780, Obere Haltenstrasse 239 ⊙

### Schwendi
- Speicher von 1766, Schwendi 261 ⊙
- Bauernhaus 19. Jhr., Schwendi 262 ⊙
- Stöckli von 1890, Schwendi 263 ⊙
- Speicher frühes 19. Jhr., Schwendi 264 ⊙
- Speicher 1788, Schwendi 313 ⊙